# 中華人民共和國第十屆全運會藝術體操比賽
中华人民共和国第十届全运会艺术体操比赛于2005年9月15日至18日在揚州市體育館举行，共11支队伍共117名运动员参加比赛。参赛代表团分别是：广东、广西、湖南、江苏、辽宁、山西、陕西、上海、四川、天津、浙江。
十运会艺术体操的比赛项目包括：个人成年项目、个人少年项目和集体项目。产生团体总分、个人全能和集体全能三项奖牌。奖牌计算方法如下：
- 团体总分：个人团体名次分和集体项目名次分相加；
- 个人全能：绳操、球操、棒操、带操4项分数相加
- 集体全能：将5人带操和3人圈操2人棒操的得分相加。

## 赛程
9月15日
- 上午9:30
  - 团体赛--少年个人绳操、球操、棒操、带操、圈操
- 晚上7:30
  - 团体赛--集体：5人带操、3人圈操、2人棒操；
  - 团体赛--成年个人：绳、球

9月16日
- 晚上7:30
  - 团体赛--集体：5人带操，3人圈操，2人棒操；
  - 团体赛--成年个人：棒操、带操

9月17日
- 下午2:30
  - 个人全能赛--成年：绳操、球操
- 晚上7:30
  - 个人全能赛--成年：棒操、带操

9月18日
- 晚上7：30
  - 集体全能赛：5人带3人圈2人棒
  - 颁奖：团体赛、个人全能、集体全能、体育道德风尚奖

## 奖牌分布情况
| 項目     | 金牌                                                                              | 银牌                                                                   | 铜牌                                                                         |
| 集体全能 | 王雪梅 朱丹 張穎 俞陶 隋劍爽 鄒莉（辽宁）                                         | 呂遠洋 任爽 舒成彥 喬天 王洋 康思斯（四川）                            | 周怡 鄭薇 呂雯 張秋萍 李文茜 周瑩（上海）                                    |
| 個人團體 | 李楊 趙越 肖一鳴 丁何 錢裕嘉 卞偉偉 徐子惠 彭思思 符瑤 程博 俞靜秋 王茜茜（江苏） | 孫丹 章碩 李佳 王雪梅 鄭茜月 侯亞男 朱丹 張穎 俞陶 隋劍爽 鄒莉（辽宁） | 武艷 梁雨婷 童瑞瑤 丁一丹 丁叮 孫佳琳 余慧 韓青 嚴韻文 蔡彤彤 呂燕青（浙江） |
| 个人全能 | 孙丹（辽宁）                                                                      | 章硕（辽宁）                                                           | 钟铃（广西）                                                                 |

## 奖牌榜
| 名次 | 代表團 | 金牌 | 銀牌 | 銅牌 | 總數 |
| ---- | ------ | ---- | ---- | ---- | ---- |
| 1    | 辽宁   | 2    | 2    | 0    | 4    |
| 2    | 江苏   | 1    | 0    | 0    | 1    |
| 3    | 四川   | 0    | 1    | 0    | 1    |
| 4    | 广西   | 0    | 0    | 1    | 1    |
| 4    | 浙江   | 0    | 0    | 1    | 1    |
| 4    | 上海   | 0    | 0    | 1    | 1    |
| 总计 | 总计   | 3    | 3    | 3    | 9    |